# Partido Comunista Romeno
O Partido Comunista Romeno (em romeno: Partidul Comunist Român, PCR) foi um partido político comunista da Romênia. O PCR liderou o regime comunista na Romênia entre 1947 até à sua deposição na Revolução Romena de 1989.
Fundado em 1921, o PCR foi declarado ilegal em 1924 e, rapidamente, tornou-se muito ligado à URSS, algo que o impediu de ganhar apoio popular. Após a libertação da Romênia pela URSS, durante a Segunda Guerra Mundial, em 1944, o partido, rapidamente, assumiu o poder até, em 1947, declarar a República Popular da Roménia, firmemente alinhada com a URSS. Importa referir que, em 1948, o PCR se uniu com o Partido Social-Democrata, dando origem ao Partido dos Trabalhadores Romenos, apesar de, em 1965, reverter para o nome original de Partido Comunista Romeno.
Apesar de, inicialmente, o PCR e o seu regime serem verdadeiros satélites da URSS, com a chegada de Nicolae Ceaușescu em 1965 e, acima de tudo, com a invasão soviética na Checoslováquia em 1968, o partido seguiu uma linha mais próxima do Nacionalismo Romeno, e, criticando a URSS.
Quando a URSS, liderado por Gorbachev, embarcou num programa de liberalização política e económica, o povo romeno, desagradados com o rumo do regime de Ceausescu e ambicionando liberalização e democratização política, protestaram e, tal, originou a Revolução Romena de 1989, que levou à queda do regime comunista, à dissolução do PCR e, por fim, à execução de Nicolae Ceaușescu e seus familiares.